# Большое Жуково
Большое Жуково — деревня в Сокольском районе Вологодской области.
Входит в состав Биряковского сельского поселения, с точки зрения административно-территориального деления — в Биряковский сельсовет. Расположена к северу от автодороги А123.
Расстояние по автодороге до районного центра Сокола — 123 км, до центра муниципального образования Бирякова — 23 км. Ближайшие населённые пункты — Загоскино, Борщовка, Большая.
По данным переписи в 2002 году постоянного населения не было.